# Église de Tous-les-Saints de Séville
Pour les articles homonymes, voir Église de Tous-les-Saints.
L'église de Omnium Sanctorum ou église de Tous-les-Saints à Séville est une église paroissiale de culte catholique. Elle fait partie du groupe des églises gothico-mudéjares de Séville, construites après la Reconquête de la ville en 1248, qui combinent la tradition constructive islamique avec l'art gothique apporté par les conquérants chrétiens arrivés depuis la Castille.

## Historique
Érigée en 1249, elle constitue une des églises les plus anciennes de la ville et parmi celles qui ont le mieux conservées l'aspect médiéval des constructions religieuses de cette époque.
L'église a été incendiée et pillée en 1936, faisant disparaître le retable réalisé vers 1630, celui-ci étant postérieurement restauré, puis de nouveau placé ici en 1993.
L'édifice a été déclaré monument national en 1931.

## Description

### Extérieur

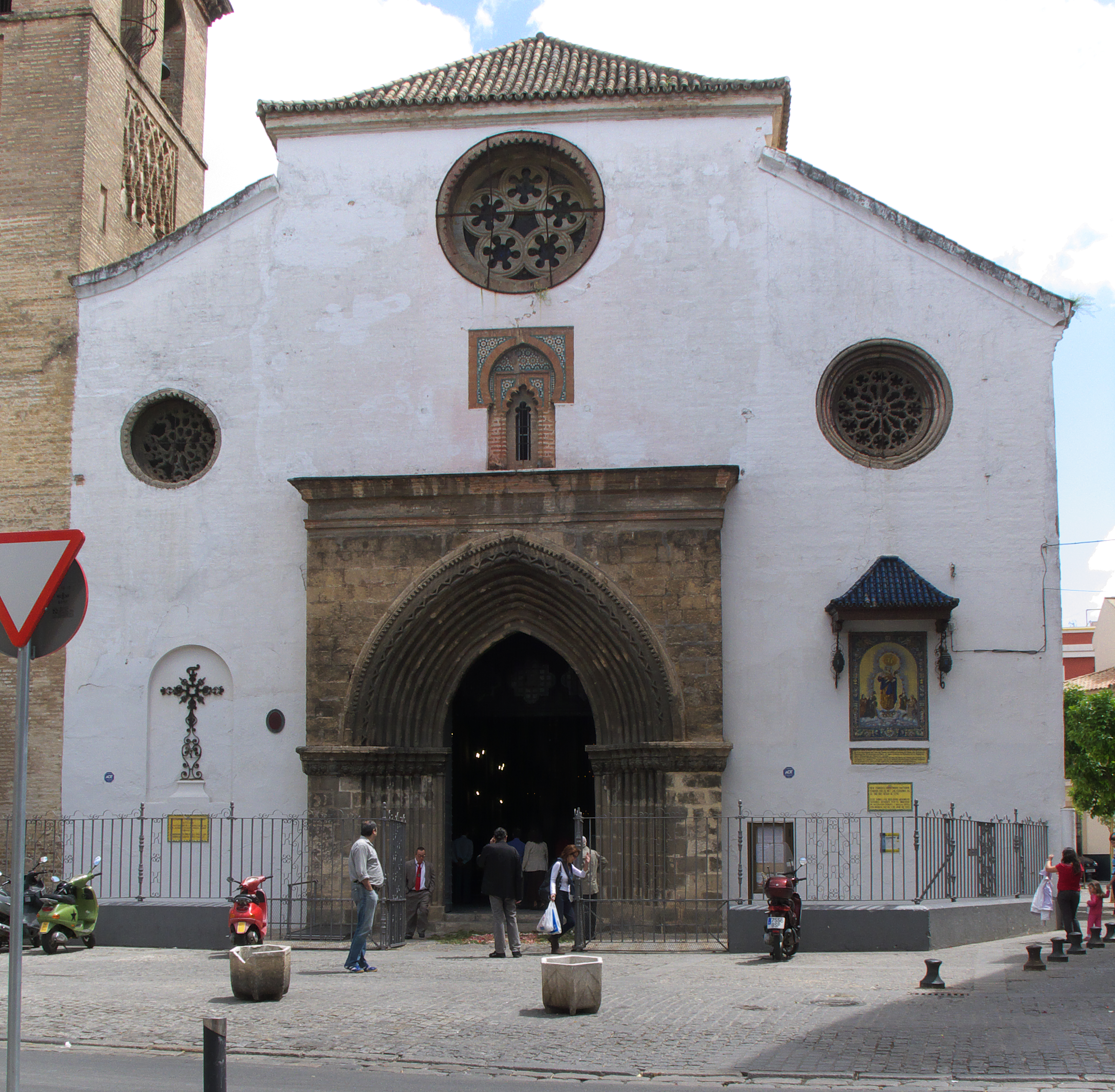
La façade.

Sa silhouette est des plus représentatives des églises médiévales sévillanes. Il présente une façade principale très intéressante, avec l'habituel portail en pierre avancé. Au-dessus une singulière fenêtre mudéjar de petites dimensions et un décor abondant, et une rosace gothique pour l'illumination de la nef centrale, ainsi que deux plus petites pour les nefs latérales. Le campanile est réalisé en brique à la fin du XIVe siècle et est nettement inspiré de la tour de la Giralda.

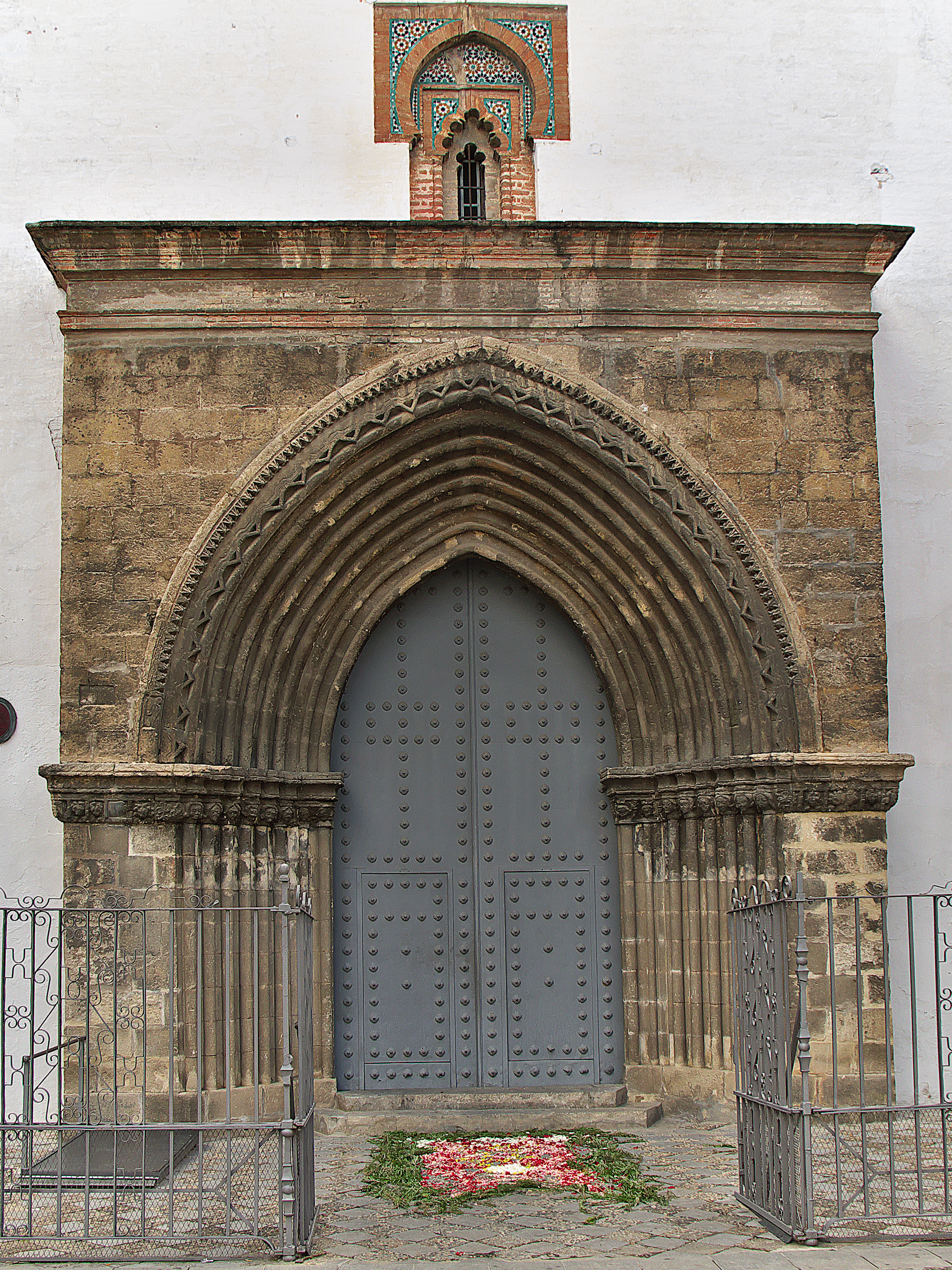
Portail central

### Intérieur
Parmi ses biens mobiliers, notons un Crucifié d'Andrés de Ocampo de 1592, une image de la Vierge-de-Tous-les Saints de Roque Balduque de 1554 et des peintures de Juan de Espinal.
Cette église est cataloguée dans la catégorie de Monument d'intérêt culturel.